# Monographella passiflorae
Monographella passiflorae är en svampart som beskrevs av Samuels, E. Müll. & Petrini 1987. Monographella passiflorae ingår i släktet Monographella, ordningen kolkärnsvampar, klassen Sordariomycetes, divisionen sporsäcksvampar och riket svampar.   Inga underarter finns listade i Catalogue of Life.